# Klaus Lochthove
Klaus Lochthove (* 6. Dezember 1953; † 17. August 2023) war ein deutscher Schauspieler, der überwiegend als Synchronsprecher tätig war.

## Wirken
Lochthove war vor allem als Synchronsprecher bekannt. Er lieh unter anderem Tom Kenny (Es war k’einmal im Märchenland, El Superbeasto), Curtis Armstrong (Versprochen ist versprochen), Michael Byrne (Ich weiß noch immer, was du letzten Sommer getan hast) oder Susumu Akagi (als Darkus Reaper in der Serie Bakugan – Spieler des Schicksals) seine Stimme.
Darüber hinaus spielte Lochthove in einigen Fernsehproduktionen mit. So hatte er Rollen in den Fernsehserien Balko und Alarm für Cobra 11 sowie im Musikfilm Die Heartbreakers.

## Sprechrollen (Auswahl)

### Filme
- 1996: Für Scott Thomson in Twister als Jason „Preacher“ Rowe
- 1997: Für Peter Stormare in Vergessene Welt: Jurassic Park als Dieter Stark
- 1998: Für Michael Byrne in Ich weiß noch immer, was du letzten Sommer getan hast als Thursten
- 2009: Für Jesse D. Goins in Die nackte Wahrheit als Cliff
- 2011: Für Jim Carter in My Week with Marilyn als Barry
- 2011: Für Don Rickles in Der Zoowärter als Frosch
- 2014: Für Rob Paulsen in Turtle Power: Wie die Teenage Mutant Ninja Turtles die Welt eroberten als Rob Paulsen
- 2014: Für Peter Stormare in Clown als Karlsson
- 2015: Für Rab Affleck in A Royal Night – Ein königliches Vergnügen als Raymond
- 2016: Für Yukijirô Hotaru in Gamera – Attack of the Legion als Osako
- 2016: Für Yukijirô Hotaru in Gamera – Revenge of Iris als Osako
- 2016: Für Aleksey Grishin in Survival Game als Butcher

### Serien
- 1996–1997: Für Frank Welker in Road Rovers als Shag
- 1997–1999: Für Marcos A. Ferraez in Pacific Blue – Die Strandpolizei als Off. Victor Del Toro
- 2005: Für Kinryuu Arimoto in Gundam Seed als Patrick Zala
- 2008–2010: The Marvelous Misadventures of Flapjack als Langbart
- 2009: Für Susumu Akagi in Bakugan – Spieler des Schicksals als Darkus Reaper
- ab 2014: Für Kevin Michael Richardson in Teen Titans Go! als Mammoth
- 2015: Für Paul Dobson in Ninjago – Meister des Spinjitzu als Nachtwächter
- 2015, 2018: Für Paul Dobson in Ninjago – Meister des Spinjitzu als Neuro
- 2016–2019: Noddy, der kleine Detektiv als Käpten Rotbart